# Archaeopodagrion armatum
Archaeopodagrion armatum – gatunek ważki z rodziny Philogeniidae. Znany tylko z miejsca typowego w prowincji Zamora-Chinchipe w południowym Ekwadorze.